# Lepidoscia palleuca
Lepidoscia palleuca är en fjärilsart som beskrevs av Edward Meyrick 1893. Lepidoscia palleuca ingår i släktet Lepidoscia och familjen säckspinnare. Inga underarter finns listade i Catalogue of Life.